# Kontešići
Kontešići (olaszul: Contessici) falu Horvátországban Isztria megyében. Közigazgatásilag Vrsarhoz tartozik.

## Fekvése
Az Isztriai-félsziget nyugati részén, a Poreština területén Porečtől 12 km-re délkeletre, községközpontjától 9 km-re keletre, a Lim-öböltől északre fekvő termékeny vidéken fekszik.

## Története
1880-ban 25, 1910-ben 26 lakosa volt. Az első világháború következményei nagy politikai változásokta hoztak Isztrián. 1920-tól 1943-ig Isztriával együtt olasz uralom alá tartozott. Az olasz kapitulációt (1943. szeptember 8.) követően Isztria német megszállás alá került, amely 1945-ig tartott. A település végül csak 1945. május elején szabadult fel. A háborút hosszas diplomáciai harc követte Jugoszlávia és Olaszország között Isztria birtoklásáért. Az 1947-es párizsi békekonferencia Jugoszláviának ítélte, aminek következtében az olasz anyanyelvű lakosság Olaszországba menekült. 1991-óta a független Horvátországhoz tartozik. 2011-ben 6 lakosa volt, mezőgazdaságból (gabona, szőlő, olajbogyó) és állattartásból éltek.

## Lakosság
| Lakosság változása | Lakosság változása | Lakosság változása | Lakosság változása | Lakosság változása | Lakosság változása | Lakosság változása | Lakosság változása | Lakosság változása | Lakosság változása | Lakosság változása | Lakosság változása | Lakosság változása | Lakosság változása | Lakosság változása | Lakosság változása |
| ------------------ | ------------------ | ------------------ | ------------------ | ------------------ | ------------------ | ------------------ | ------------------ | ------------------ | ------------------ | ------------------ | ------------------ | ------------------ | ------------------ | ------------------ | ------------------ |
| 1857               | 1869               | 1880               | 1890               | 1900               | 1910               | 1921               | 1931               | 1948               | 1953               | 1961               | 1971               | 1981               | 1991               | 2001               | 2011               |
| 0                  | 0                  | 25                 | 19                 | 24                 | 26                 | 0                  | 0                  | 10                 | 13                 | 12                 | 8                  | 5                  | 8                  | 12                 | 6                  |